# 圣老楞佐圣殿 (卡尔卡拉)
圣老楞佐圣殿 (卡尔卡拉)（葡萄牙語：São Lourenço de Carcoal) 是一座罗马天主教宗座圣殿，位于印度卡纳塔克邦乌杜皮县的卡尔卡拉郊区的绿地中，距离门格洛尔58公里。该堂有着悠久的历史，建于1759年，据称发生过许多神迹。该堂设有一所学校和一所孤儿院。

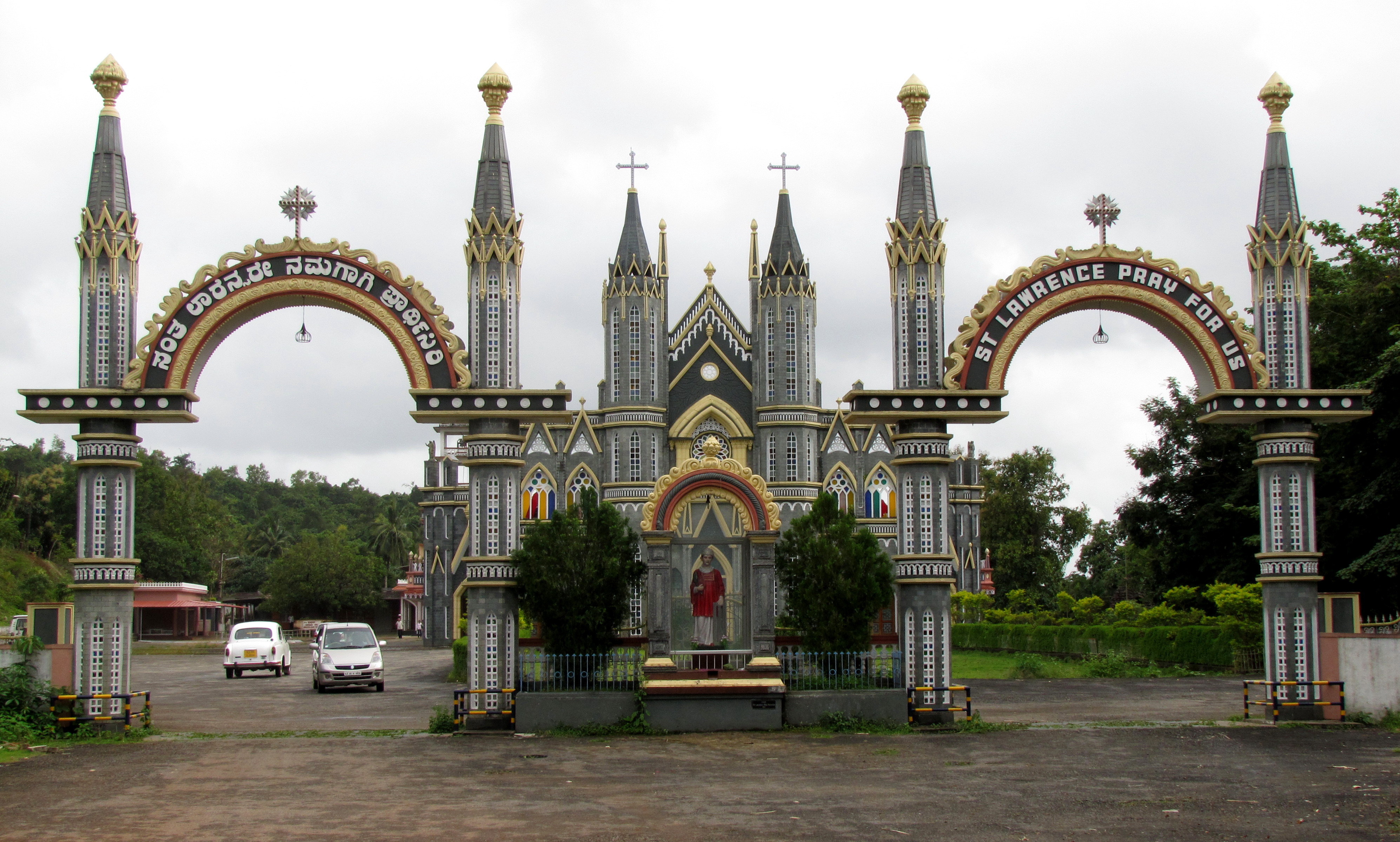

该堂区有教友1,799人，428个家庭。